# Japán városi legendák
A japán városi legendák (都市伝説, tosi denszecu) olyan modern rémtörténetek, melyeknek két fajtája lehet:
- természetfeletti lények (általában) ártatlan áldozatokra támadva; illetve
- a popkultúrában széles körben elterjedt pletykák nem természetfeletti eseményekről.

Az előbbiek főszereplői általában az úgynevezett onrjók (olyan japán szellemek (júrei), akik bosszúszomjas lelkekké váltak és bárkin képesek levezetni az agressziójukat, aki keresztezi az útjukat), de ritkán megfordulnak bennük a régi japán babonákból származó fantasztikus vagy animisztikus jókai-ok.
A modern városi legendák gyakori helyszínei japán iskolák, illetve témájukba gyakran keverednek olyan intelmek, mint például: ne félemlítsük meg embertársainkat, ne sétáljunk késő este az utcákon, vagy ne álljunk szóba idegenekkel.
Habár léteznek nem természetfeletti japán városi legendák is, ez a cikk kitér mind a természetes, mind a természetfeletti modern japán legendákra.

## Természetes városi legendák

### Az 1932-es tűzeset és a nők fehérneműje
1932 december 16-án a tokiói Sirokija Áruház tűzesetben 14-en vesztették életüket. Míg a tűz tartott, sok kimonót viselő eladónő kényszerült a kilencemeletes épület tetejére. Később elterjedtek olyan pletykák, hogy néhányan közülük nem voltak hajlandóak a tűzoltók biztonsági hálójába ugrani. A hagyományos kimonók alatt a nők nem viseltek fehérneműt, éppen ezért féltek, ha ugranak, ruhájuk nem fogja rendesen takarni testüket és ezáltal mindenki előtt megszégyenülnek. Inkább a halált választották.
Ez a hír olyan széles körben elterjedt, hogy még Európában is hallottak az esetről. Állítólag a tűzeset után az áruház vezetősége kötelezte az eladónőket alsónemű viselésére a kimonó alatt, s később ez a szokás máshol is elterjedt.
Inoue Soicsi, a Japán Tanulmányok Nemzetközi Kutatóközpontjának japán szokásokkal és architektúrával foglalkozó professzora később tagadta a hír hitelességét. Inoue szerint az emberek többségét sikerült a tűzoltóknak kimenekítenie, és a halált választó szemérmes nők története csupán a nyugati embereknek lett kitalálva. Az álhírt több könyvben is megemlítették, párszor még a Tűzoltási Ügynökség által kiadott példányokban is. Ezenfelül Japánban sokan úgy tartják, hogy a Sirokija Áruház tűzesete volt az a fordulópont, amely elindította a japán ruházkodás átalakulását, nyugatiasodását – habár erre nincs bizonyíték.

### A Sony időzítő
Elterjedt a hír, hogy a Sony Corporation olyan illegális készüléket installált az elektronikus készülékeibe, melyek elérték, hogy ahogy lejárt az adott termék garanciája, az azonnal elromoljon.
Habár ezt sosem bizonyították és nem is valószínű, hogy a Sony egy illegális tervezett elavulás módszerhez forduljon, mégis elterjedt, hogy a Sony márkanevet viselő termékek csak egy adott időtartamig működnek.
A 2007-es évi közgyűlésen az akkori elnök, Csúbacsi Rjódzsi bejelentette, hogy ismerik a „Sony Időzítő” kifejezést.

## Átkokról szóló városi legendák

### Az elátkozott Kleenex reklám
1986-ban a Kleenex forgalomba hozott három japán zsebkendő reklámot, melyben egy nő szerepelt fehér tóga-szerű ruhát viselve, illetve egy kisgyermek japán ogrénak öltözve, szalmán ülve. Minden egyes reklámfilm hátterében az „It’s a Fine Day” című zeneszám szólt Jane & Barton előadásában. Sokan rendkívül megrázónak tartották az egész reklámot. Sokan úgy vélték, a háttérben szóló zene egy német átokra hasonlít, habár a dalszöveget angolul éneklik. Páran azt is állították, hogy ha YouTube-on pontban éjfélkor nézik meg a reklámfilmet, az eltorzul, közvetlen mielőtt összeomolna a videó lejátszó.
A reklám nyugtalanító hangulata miatt sok pletyka terjedt el a kisfilmekben szereplő színészek korai elhalálozásáról, köztük a főszereplő színésznő, Macuzaka Keiko haláláról, eszét vesztéséről illetve arról, hogy démon gyermeket vár.

### Inokasira Park átok
A tokiói Inokasira Parkban lévő tónál lehetősége van a látogatóknak csónakot bérelni. A hiedelem azt mondja, ha egy szerelmes pár utazik együtt egy ilyen csónakban, a kapcsolatuk előbb vagy utóbb biztosan véget ér. A legenda a helyi szentély miatt alakult ki, melyet az egykor rendkívül féltékeny Benzaitennek állították. Úgy tartják, ő az, aki a párok szakítását okozza.

### A Vörös Szoba átok
A Vörös Szoba története egy internetes legenda az áldozat számítógépén felugró ablakról. A képen csak egy sima ajtó szerepel, mellette egy gépies hanggal, amely azt kérdezi, „Szereted a…?” Az áldozat hiába zárja be a felugró ablakot, az újra és újra megjelenik, egészen addig, míg a hang teljesen végig nem mondja a kérdést: „Szereted a vörös szobát?”
Azokat, akik látták a felugró ablakot, később holtan találták, egy, a saját vérükkel vörösre festett falú szobában.
A legenda egy flash animációval kezdődött, amely a Vörös Szoba felugró ablak által elátkozott fiú történetét meséli el, de igazán akkor kapott nagy figyelmet, amikor kiderült, hogy a 2004-es Szaszebo Szabdalást elkövető iskolás lánynak az előbb említett flash videó az internetes kedvencei között szerepelt.

### Az Ezredes Átka
Az Ezredes átka (Kāneru Szandāszu no Noroi) feltételezhetően a Hansin Tigrisek japán baseball csapatot sújtotta, s úgy tartják, ez okozta szegényes teljesítményüknek a Japán Bajnokság Sorozat alatt. 1985-ben a Hansin Tigrisek rajongói úgy ünnepelték első és egyben utolsó győzelmét a csapatnak, hogy izgalmukban egy Harland Sanders Ezredesről (a Kentucky Fried Chicken gyorsétterem alapítója és kabalája) készült szobrot a Dótonbori-folyóba dobták. Az incidens óta a csapat egy Bajnokságon sem nyert, és pár rajongó úgy tartja, nem is fog, amíg vissza nem szerzik a folyóba hajított szobrot.
2009 március 10-én előkerült a folyóból Sanders Ezredes mása. A szobrot megtaláló búvárok először azt hitték, csak egy hatalmas hordóra bukkantak, röviddel utána emberi holttestnek nézték, ám a helyszínen lévő Hansin rajongó gyorsan azonosította a rég elveszett Ezredes felsőtestét. Jobb kezét és alsótestét másnap találták meg, de bal karja és szemüvege a mai napig nem került elő.

## Természetfeletti városi legendák

### Aka Manto (赤マント, Vörös Köpeny)
Aka Manto egy olyan szellem, aki általában női mosdók utolsó vécéfülkéjében kísért. Néhány verzió szerint maszkot visel, hogy eltakarja rendkívül jóképű arcát, amely életében rendkívül megnehezítette áldozatai követését, kukkolását.
Mikor a balszerencsés áldozat vécén tartózkodik, egy misztikus hang megszólítja, s megkérdi; a vörös vagy a kék papírt szeretné-e. Ha a vörös papírt választja, brutálisan meggyilkolják a saját vérében ázva. Ha a kéket választja, megfojtják vagy kivéreztetik, amíg el nem kékül az arca. Ha más színű papírt kér, karok fognak megjelenni (néhány verzióban a vécékagylóból kinyúlva, amin épp az áldozat ül) és rántják le a pokolba. Egy másik verzióban vörös mellényt kínál, amit ha elfogadnak, lenyúzza az ember hátáról a bőrt. Megint egy másik verzióban vörös illetve kék köpeny közül választhat.
Az egyetlen módja a túlélésnek az, ha az áldozat szimplán elutasítja az ajánlatot.

### Végzetes Utazás
A történetben egy magányos taxi vezető egyedül rója az éjszakai utakat. A legenda szerint a sötétségből egy ember jelenik meg hirtelen az úton, megállásra kényszerítve az autót. A személy beül a taxi hátuljába és megkéri a sofőrt, vigye egy olyan helyre, amiről az még sosem hallott. Mihelyst a vezető ezt meg is említi, megnyugtatják, hogy pontos utasításokat fog kapni az irányt illetően. Az utas ezután rendkívül bonyolult és furcsa irányokat ad meg, amelyek hosszú időn keresztül kihalt utcákon és sikátorokon keresztül vezeti őket, néhány esetben még a várost is elhagyva, vidékre indulva. Miután ilyen régóta utaznak, és még mindig nem jutottak el sehová, a sofőr nyugtalan lesz. Hátrafordul, hogy megkérdezze utasát, pontosan hol is vannak – de döbbenten konstatálja, hogy a járműben csak ő ül egyedül. A taxis ekkor visszafordul a kormányhoz, elindul, csak hogy lehajtson az út széléről bele a szakadékba, szörnyet halva.

### Gozu
Gozu (Ökörfej, néhány verzióban Tehénfej): japán városi legenda, egy tehénfejről szóló mese. Úgy tartják, a „Tehénfej” története olyan szörnyű, hogy bárki, aki olvassa/hallja (hamarosan bekövetkező) halála napjáig reszketni fog a félelemtől.
Egy változatban egy osztálykirándulás során tanáruk mesélni kezdi unatkozó diákjainak a tehénfej történetét. A gyerekek hiába kezdenek el könyörögni neki, hogy hagyja abba, a tanár képtelen leállni. Az eset bekövetkeztével mind katatonikus állapotba kerülnek, és elvesztik emlékezetüket. Egy másik változatban a tanár később a karambolt szenvedett iskolabuszon ébred fel, megrökönyödve konstatálva, hogy körülötte a buszsofőrtől kezdve a gyerekekig mind holtan, habzó szájjal fekszenek, ő pedig nem emlékszik sem a történetre, sem arra, mi történt. A történetet elvileg senki sem tudja elmesélni, mivel mihelyst megismerik, nem sokkal rá meghalnak.
A tehénfej történetéről elterjedt, hogy valószínűleg egy publikálatlan műve a sci-fi-író Komacu Szakjónak, de nincs semmi bizonyíték, ami a rémtörténetet az íróhoz kötné. Létezik egy ukrán „Tehén feje” című történet, amely egy nőről szól, aki vendégül látja éjszakára az ajtajában megjelenő levágott tehénfejet, illetve egy 2003-ban készült Gozu című film is Miike Takasi rendezésében, de egyiknek sincs köze a városi legendához.

### Dzsinmenken (Emberarcú Kutya)
A dzsinmenkenek olyan emberarccal rendelkező kutyák, akik állítólag az éjszaka folyamán jelennek meg japán városi területeken, és hihetetlen sebességgel rohannak országutak mellett. A dzsinmenkenek tudnak beszélni, de bizonyos feljegyzések szerint rendkívül udvariatlanok, vagy arra kérnek, hagyd őket békén. A legtöbb japán városi legendától eltérően ezek az emberarcú kutyák nem valószínű, hogy bárkit is megölnének, aki találkozik velük. Megszökött kísérleti alanyoknak, illetve autóbalesetet szenvedett állatok szellemeinek tartják őket.
Páran úgy tartják, hogy a dzsinmenkent látott szemtanúk csupán csak japán makákókkal találkoztak, amelyekre ugyanúgy jellemző a négy lábon való közlekedés, a kutyaszőr szerű szőrzet, illetve az emberszerű arc és hangok.

### Kokkuri-szan
Kokkuri a japán verziója az úgynevezett ouija tábláknak, amely a Meiji korszak idején vált híressé. Boltban vásárolt előre megalkotott táblák helyett a játékosoknak papírra kell hiraganákat írniuk és egy pénzérmére kell helyezni az ujjukat mielőtt kérdéseket tennének fel Kokkuri-szannak. Ez a játék főleg középiskolások körében terjedt el, és a nyugati oujia táblához hasonlóan rengeteg pletyka és legenda övezi.
Néhány ilyen történetben Kokkuri-szan csak a haláluk időpontját mondja el a játékosoknak, mások szerint Kokkuri-szantól bármit kérdezhetnek, viszont magát a játékot szabályszerűen kell befejezni; rendesen el kell köszönni Kokkuri-szantól mielőtt otthagyjuk a játékot, illetve bizonyos verziók szerint a játékban használt eszközöket egy bizonyos időlimiten belül el kell adni, pusztítani. Ha nem így tesznek, az a játékosoknak balszerencsét, rosszabb esetben halált okoz.

### Kucsiszake-onna (A felvágott szájú nő)
Azokat a gyerekeket, akik az éjszaka egyedül sétálnak Japán utcáin, gyakran fenyegetheti a veszély, hogy összefutnak egy orvosi maszkot viselő nővel. (Ez nem szokatlan látvány Japánban, mivel rengetegen sétálnak így védekezve a kórokozók ellen.) A nő megállítja a gyerekeket, és azt kérdezi: „Szerinted szép vagyok?” Ha a válasz „nem”, megöli őket egy ollóval, amit mindig magánál visel. Ha a válasz „igen”, a nő leveszi a maszkját, felfedve egy hatalmas fültől fülig tartó mély vágást az arcán, majd megint megkérdezi: „És most?” 
Akármit is válaszolnak erre, így is úgy is halál a vége; ha a válasz „nem”, félbevágja őket; ha a válasz „igen”, nekik is ugyanúgy felvágja a szájukat.
Ha az ember meg akarja úszni a Kucsiszake-onnával való találkozást, esetleg válaszolhatnak úgy a második kérdésére, hogy „átlagos vagy”, esetleg „elmegy”; ez annyira összezavarja a bosszúszomjas nő szellemét, hogy van ideje az áldozatnak elmenekülnie. 
Egy alternatív megoldásként gyümölcsöket és édességeket dobálhatnak a lába elé, amit elkezd összeszedegetni. Megoldás még az is, ha visszakérdeznek, hogy ő szerinte az áldozat szép-e, ami szintúgy összezavarja; illetve ha közölik vele, hogy találkozójuk van a feleségükkel/férjükkel. Ez esetben Kucsiszake-onna bocsánatot kér a zavarásért, és elmegy.

### Teke Teke
A Teke Teke egy fiatal lány szelleme, aki vonatsíneken lelte szörnyű halálát, s félbevágott testtel végezte. Most bosszúéhes szellemként a könyökén vagy a kezén közlekedve, karmolászós „teke teke” hangokkal kísérve vonszolja levágott felsőtestét, s úgy járja az országot. Bárki, akivel találkozik az éjszaka folyamán, és nem elég gyors, hogy elmeneküljön előle, félbevágja a kaszájával, hogy úgy végezze, mint ő. Később az ilyen áldozatok önmaguk is „Teke Tekévé” válnak.
Az egyik változatban egy fiatal iskolás fiú hazafelé véve az útját éjszaka meglát egy magányos, gyönyörű női alakot az ablakban, a könyökén támaszkodva a párkányon. Amint a lány észreveszi őt, kiugrik az ablakon a fiú előtti kövezetre esve, felfedve, hogy mindössze csak egy felsőtestből áll, majd félbevágja áldozatát.

### Toire no Hanako-szan (A vécé Hanako-szanja)
Toire no Hanako-szan egy híres japán általános iskolai legenda. A történet egy mindenhol jelen lévő szellemről szól, aki a sorozatos megfélemlítések miatt öngyilkosságot követett el. A szellem viszont bármiféle ok nélkül is megjelenhet. Hanako-szan egy nagyon közkedvelt legenda az általános iskolások körében, aki a női mosdók harmadik fülkéjében kísért. Minden embert megijeszt, aki meglátja, jellegzetessége pedig a meredő, csillogó szempár. Nem úgy ismert, mint aki gonosz vagy rosszindulatú lenne, Hanako-szan csupán egy titokzatos jelenség, aki arra szolgál, hogy megijessze az áldozatait.

### Kunekune
Kunekune egy modern városi legenda egy távoli kísértetről, amelyet meleg nyári napokon lehet látni  széles és nagy rizs- és árpaföldeken. A szemtanúk egy torz fehér tárgynak írják le, mintha egy nagy, vékony papírcsíkot látnának, esetleg egy fehér, fodrozódó könnyed anyagdarabot, melyet mintha erős szél fújna, még szélcsendben is. Azt állítják róla, hogy aki megpróbálja közelebbről szemügyre venni, az megőrül, aki pedig megérinti, az abban a pillanatban szörnyet hal.
Az első beszámolók a Kunekunéről azonos időben jelentek meg különböző weboldalakon. Valószínűleg ez a jelenség helyi japán szellemtörténeteken alapul, amelyekben a madárijesztők éjjelente életre kelnek (vagy akkor, ha valaki túl sokat nézi őket). Sokan úgy tartják, hogy akik állítólag találkoztak a Kunekunével, igazából csak egy szélfútta madárijesztőt láttak.

## Fordítás
Ez a szócikk részben vagy egészben a Japanese urban legend című angol Wikipédia-szócikk ezen változatának fordításán alapul.  Az eredeti cikk szerkesztőit annak laptörténete sorolja fel. Ez a jelzés csupán a megfogalmazás eredetét és a szerzői jogokat jelzi, nem szolgál a cikkben szereplő információk forrásmegjelöléseként.

## További olvasmányok
- Ballaster, R. (2005) Fables Of The East, Oxford University Press.
- Gould, R. J. (2003). "Japan Culture Research Project 2003 Topic: Youkai and Kaidan". https://web.archive.org/web/20101124012034/http://k-i-a.or.jp/kokusai/jigyou/english-lesson/ts-report/r-report.pdf.
- Hearn, L. (2005) Kwaidan: Stories and Studies of Strange Things, Tuttle Publishing.
- Phillip, N. (2000) Annotated Myths & Legends, Covent Garden Books.
- Tyler, R. (2002) Japanese Tales (Pantheon Fairy Tale & Folklore Library), Random House USA Inc.
- Yoda, H & Alt, M. (2008) "Yokai Attack! The Japanese Monster Survival Guide" Kodansha International

## Témához kapcsolódó linkek
- Scary Japanese Urban Legends
- Saya in Underworld
- Pink Tentacle: Urban Legends
- Snopes
- Japán Városi Legendák
- Rémisztő városi legendák japánból I. rész
- Rémisztő városi legendák Japánból II. rész